# Friedmar Hitzer
Friedmar Hitzer (* 1969) ist ein deutscher Jazzgeiger.
Hitzer studierte Jazzgeige bei Michael Gustorff an der Hochschule der Künste in Arnhem und an der Messiaen-Akademie. Er ist Mitglied des Trios East of the Sun, des Biyuya Ensemble und ehemaliges Mitglied des Zapp! String Quartet, mit dem er mehrere Alben aufnahm und zweimal am North Sea Jazz Festival teilnahm. Weitere Aufnahmen spielte er mit dem Gitarristen Chinmaya Dunster, mit Piet Nordijk und mit der Gruppe B 1 ein. Weiterhin arbeitete er mit dem amerikanischen Pianisten Brad Mehldau zusammen. Von 1999 bis (?) war er Dozent an der Kunsthochschule in Arhem.

## Diskographie
- Chinmaya Dunster, Vidroha Jamie: Behind the Veil, 1993
- Chinmaya Dunster: Lands of the Dawn, 1996
- Chinmaya Dunster, Vidroha Jamie: Celtic Ragas, 1998
- B 1: Raging Low, 2001
- Stream of Passion: Embrace the Storm, 2005
- East of the Sun: Live at Lincou
- Zapp! String Quartet: Dextro
- Zapp! String Quartet: Wool
- Zapp! String Quartet: Outro Lado
- Zapp! String Quartet: Very Suit (Kompositionen von Philipp Ludwig Stangl)
- Zapp! String Quartet: From Bing to Sting (mit Ronald Douglas)
- Zapp! String Quartet: Chamber Grooves, 2003
- Biyuya Ensemble: breakdown.yu
- Biyuya Ensemble: Birdy